# Kelud

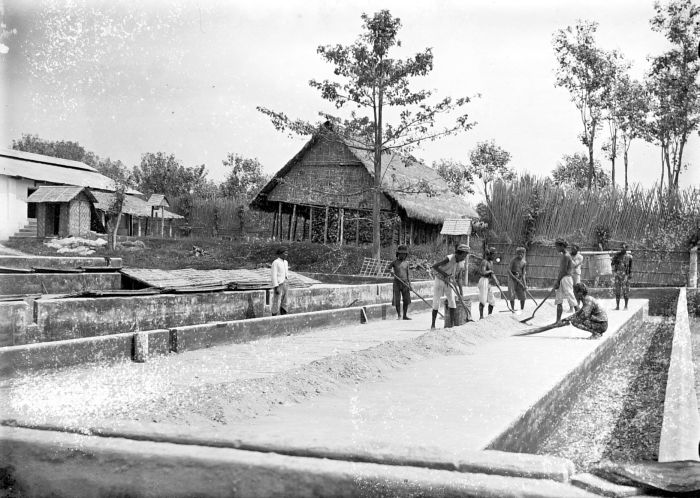
Arbeiders van een koffiefabriek tijdens het opruimen van de asregen na een uitbarsting van de vulkaan Gunung Kelud (1907-1931).

De Kelud (Kloet, Keloet, Keloed of Kelut) (Indonesisch: Gunung Kelud) is een vulkaan op Oost-Java. In de krater bevindt zich een kratermeer. De Kelud is berucht door de bij een uitbarsting gepaard gaande overstromingen van dit warme kratermeer, die verwoestende modderstromen (die een mix zijn van water en vulkanoclastisch materiaal) tot gevolg hebben. Dit type modderstroom wordt lahar genoemd, die voor het eerst bij de Kelud is beschreven.

## Geografie
De vulkaan ligt in een dichtbevolkt gebied op Java en vormt een significante bedreiging voor 3 miljoen Indonesiërs. Op de hellingen van de Kelud ligt het grote Hindoe-tempelcomplex Candi Panataran.

## Uitbarstingen
Sinds het jaar 1500 is melding gemaakt van ongeveer 30 uitbarstingen met meer dan 15.000 dodelijke slachtoffers en met grote schade in de wijde omgeving.

### 1000
De uitbarsting van 1000 n.Chr. is de eerste uitbarsting in de hele Indonesische archipel die historisch is beschreven.Dit komt omdat de Kelud in het koninkrijk van Kediri lag, wat destijds een van de machtigste rijken in de archipel was.

### 1586
Een van de bekendste uitbarstingen is die van 1586 waarbij 10.000 doden vielen.

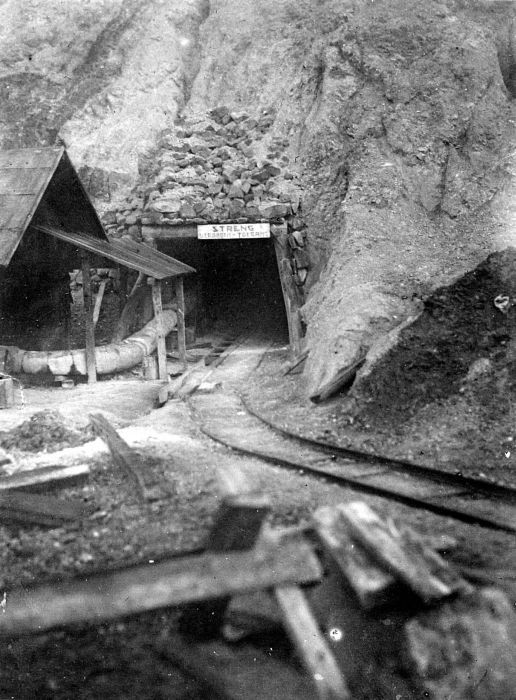
Tunnel met pijp in de Kelud (1921).

### 1919

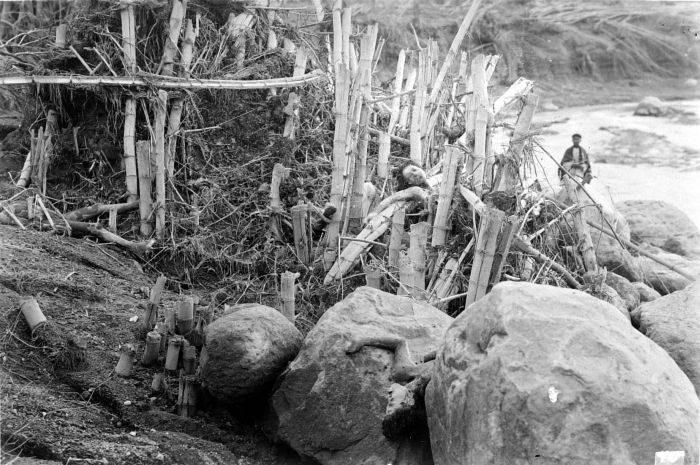
Slachtoffers van de eruptie van de Keloed in 1919, Wereldmuseum Amsterdam

Op 19 mei 1919 begon het kratermeer van de Kelud te koken en stroomde heet water en lava de dorpen in aan de voet van de berg. Hierbij werden 104 dorpen vernietigd en kwamen 5000 mensen om. Na deze gebeurtenis werd de Vulkanologische Dienst van Indonesië opgericht. De eerste opdracht was het draineren van het kratermeer van de Kelud. Dit werd gedaan door het bouwen van een tunnelsysteem, dat in 1926 gereed kwam. Het volume van het kratermeer daalde van 78 miljoen m³ voor 1875, 40 miljoen m³ daarna, tot slechts 2 miljoen m³ na de drainage.

### 1990
Een grote uitbarsting deed zich voor in februari 1990. Hierbij vielen ruim dertig doden en honderden gewonden.

### Dreigende uitbarsting in 2007
Op 16 oktober 2007 kondigden de Indonesische autoriteiten de hoogste waarschuwingsfase af. In een straal van 10 kilometer rond de vulkaan werden ruim 30.000 mensen geëvacueerd. Op 1 november van datzelfde jaar is de politie daarbij zelfs van huis tot huis gegaan om de bewoners te bevelen hun huis te verlaten. Vele mensen sloegen dit bevel echter in de wind of gingen weer terug om hun vee en gewassen te verzorgen.

### 2014
Bij een uitbarsting op 13 februari 2014 vielen 3 doden. Ruim 100.000 mensen werden geëvacueerd.

## Monitoringsprogramma
Tegenwoordig worden ontwikkelingen in kratermeren met metingen gevolgd en geanalyseerd. Veranderingen in chemische (zoals het zoutgehalte) en fysische (zoals de temperatuur) parameters worden vaak al geconstateerd enkele weken of maanden voor het begin van een nieuwe uitbarsting. Voor het kratermeer van de Kelud is zo'n monitoringprogramma ontwikkeld sinds 1993.